# Eleccions parlamentàries poloneses de 1972
Les Eleccions parlamentàries poloneses de 1972 es van celebrar a la República Popular de Polònia per a renovar el Sejm l'1 de juny de 1972, amb el Partit Comunista i els partits satèl·lits en un sistema de candidatures úniques per circumscripció, cosa que facilitava que sempre sortissin elegits el mateix nombre d'escons per als diferents partits. La participació fou del 97,90%.
El secretari del partit Edward Gierek confirmà com a primer ministre de Polònia Piotr Jaroszewicz, nomenat després de les protestes poloneses de 1970. També ratificà el Tractat de Varsòvia entre la República Federal Alemanya i la República Popular de Polònia pel que es reconeixia la frontera entre ambdós països a la línia Oder-Neisse.

## Resultats
|                                 |                                 |                                 |                                 |            |        |           |     |
| Partit                          | Partit                          | Partit                          | Partit                          | Vots       | %      | Escons    | +/- |
|                                 | FJN                             |                                 | Partit Obrer Unificat Polonès   | 21,746,242 | 99.53  | 255 / 460 | =   |
|                                 | FJN                             | Partit Popular Unit             | 117 / 460                       | 21,746,242 | 99.53  | =         |     |
|                                 | FJN                             | Partit Demòcrata                | 39 / 460                        | 21,746,242 | 99.53  | =         |     |
|                                 | FJN                             | Independents                    | 49 / 460                        | 21,746,242 | 99.53  | =         |     |
| Vots vàlids                     | Vots vàlids                     | Vots vàlids                     | Vots vàlids                     | 21,849,397 | 99.98  | –         |     |
| Vots invàlids                   | Vots invàlids                   | Vots invàlids                   | Vots invàlids                   | 5,084      | 0.02   | –         |     |
| Total                           | Total                           | Total                           | Total                           | 21,854,481 | 100.00 | 460       |     |
| Votants registrats/participació | Votants registrats/participació | Votants registrats/participació | Votants registrats/participació | 22,313,851 | 97.94  | –         |     |
| Font: Nohlen & Stöver           |                                 |                                 |                                 |            |        |           |     |